# けんげしゃ茶屋
『けんげしゃ茶屋』（けんげしゃちゃや/けんげしゃぢゃや）は、上方落語の演目。別題に『国鶴』（くにつる）、『かつぎ茶屋』（かつぎちゃや/かつぎぢゃや）。江戸落語（東京）にも移植されて演じられる。
「けんげしゃ」について、前田勇『上方落語の歴史 改訂増補版』は京都では「ケイゲイシイ人」の訛りで「ケーゲシャ」「ケゲシャ」から潔癖な人の意味、大阪では御幣かつぎの意味とし、宇井無愁『落語の根多 笑辞典』は「京都でかつぎやのことをいうと『上方演芸辞典』にあるが、京都の人は否定する。死語かもしれない」と記し、東大落語会編『落語事典 増補』は「御幣かつぎのこと」とする。
花街の「お茶屋」を舞台にしたいわゆる「茶屋噺」のひとつである。『正月丁稚』（東京における『かつぎや』）とは逆で、縁起かつぎのためのタブーを常に打ち破り、周囲を振り回す人物が主人公である。

## あらすじ
大みそか。大店の主人である通称「村上の旦那（だん）さん」が街を散歩していると、主人となじみの幇間・又兵衛に行き会う。「奥（座敷）にいたら家（うち）のやつ（＝妻）に『掃除がはかどらいで困ります。どうぞお店（＝売場）へ』と言われ、店にいたら番頭に『決算がややこしくなりますから奥へお入りを』と言われ、とうとう居場所がなくなったんや」とぼやく主人に、又兵衛は「新町へでもお出かけになったら」と提案するが、主人は前に新町の茶屋で、粟餅を糞に見せかけて裾から落とし、食べてみせるという悪趣味なイタズラを仕掛けて悪評が立ったために寄り付きづらくなっていた。
主人は「この頃はミナミ（＝南地）のほうへ遊びに行ってンのじゃがな。国鶴という芸妓を囲い、店1軒持たせたある」という。国鶴ら一家は極度の「けんげしゃ」で、主人は店に遊びに行っては不吉な言葉を連発し、怒る国鶴をからかうことを最近の楽しみにしていた。主人は又兵衛と話すうちに新しいイタズラの趣向を思いつき、又兵衛に「明日の元日の昼頃、10人ほど仲間を呼び、麻の裃を着せて位牌などを持たせ、葬礼（そうれん）の行列を仕立てて国鶴の店にわしを迎えに来てくれ。（店の人間が）『どちらさん』と聞くさかい、『冥土からシブト（＝死人）が迎えに来た』と言え」と命じる。
※ここで演者が翌日へ至る舞台転換を説明し、「色街の春（＝新春）というものは格別で、何とも言えずその陽気なこと」と語ると、下座からにぎやかなはめものが入る。
主人は国鶴の店「鶴の家」へ向かい、早速、出迎えた国鶴の母に「あんたと国鶴が井戸に飛び込んで死ぬ初夢を見た」と言って震え上がらせる。国鶴が「父・林松右衛門の還暦祝いに『のどかなる はやしにかかる まつえもん』と書いた短冊をもらった」と言えば、主人は「のどがなる はや、しにかかる まつえもん」と詠みなおし、「門松は 冥土の旅の一里塚 めでたくもあり めでたくもなし」と詠んで国鶴を怒らせる。
二階座敷に上がり、国鶴の出してきたおせち料理を食べながら、屠蘇を「土葬」、黒豆を「苦労豆」などと、ネガティブな嘘の語呂合わせを語る。さらにカズノコを「貧乏人の子だくさん」と解釈し、カンピョウに至っては「カンピョウ（＝勘平）さんは三十に、なるやならずで……」と『仮名手本忠臣蔵』の七段目における悲劇的なシーンのパロディを演じてみせる。国鶴が「このあとやって来る芸妓衆たちともども初詣に連れて行ってもらいたい」といい、神社の名を出すと主人は「天満の天神さんか。菅原道真公は無実の罪で……」「木津の大黒さんは、大きいに黒う（＝苦労）する、と書く」「今宮のえべっさんは耳が遠く目が近い」などと返す。
芸妓衆たちが店にやって来た直後、又兵衛率いる葬式行列も店に到着する。又兵衛が言いつけ通り「冥土からシブトが迎えに来ました」と言って取り次いだ国鶴の母を困らせると、主人は「京都の御影堂（みえいどう）から来た渋谷藤兵衛（しぶや とうべえ）、略してシブトウのことや」と言って又兵衛を座敷に上げる。「シブトウ」を演じる又兵衛は、芸妓衆の紹介を受ける。一竜（いちりょう）、芝竜（しばりょう）と聞けば「生き霊に死に霊?」、絹松（きぬまつ）と小伝（こでん）は「死ぬ松に香典?」と聞きとぼけ、主人が「これが国鶴や、まだ洟（はな）垂れ（＝未熟）やけど覚えてや」と言えば「そら洟も垂れるやろ。名前が『首吊る』や」
主人と又兵衛の悪趣味なふるまいが続き、国鶴の母は店の一階で「なんという正月か」と嘆く。主人となじみのもうひとりの幇間・茂八（繁八とも）が店の前を通りかかり、たむろする葬礼着の人々と泣いている国鶴の母を目撃する。国鶴の父が亡くなったと早合点した茂八は悔やみを述べに飛び込むが、国鶴の母から一部始終を聞いて「新町のあの一件」で有名な旦那の仕業と知って納得し、年始のあいさつをするため二階に飛び込む。
「村上の旦那さん、あけましておめでとうございます」ところが月並みなめでたい挨拶をする茂八に落胆した主人は「今日は国鶴との別れの盃じゃ。お前のように向こう先の見えんタイコモチはもう贔屓にせんさかい、とっとと去（い）ね」と、趣向を察しない茂八を叱る。あわてた茂八は店を飛び出し、死に装束を着込み、小さな位牌を手にして店に舞い戻る。
「先ほどは失礼をいたしました。新年早々旦那をしくじったうえは、茂八改め『死に恥』、とんし玉（「頓死」と「年玉」をかけている）の憂い（＝御礼）に参りました。これは心ばかりの位牌（＝祝い）でございます」主人は茂八の凝った趣向に喜ぶ。
「これまで通り、贔屓にしてやる」「ご機嫌が直りましたか? 」「ああ、めでたい!!」

## バリエーション
落ち（サゲ）には複数のパターンがある。
- 逃げた国鶴の前に旦那が死に装束で現れ、国鶴が「何しに来はりました」と問うと「ちょんの間、死にに来た」というもの[2][3]。「ちょんの間」は「短い時間」という意味に加えて短時間で性行為を済ませる（「ちょんの間遊び」という専用の小部屋が遊廓にあった）という意味がある[3]。
- 同じシチュエーションで旦那が「楽しみをしに（死に）来た」というもの[1]。
- 前節のあらすじと同じシチュエーションで、繁八が「いずれ仲間一同そろって惣礼（葬礼）にうかがいます」と言うと旦那が「うん、でかした。そのときには纏頭（花）をやろう」と答えるもの（江戸落語版）[1]。
- 茂八が「またしくじった」というもの[2]。